# Kijowiec-Kolonia
Kijowiec-Kolonia – wieś w Polsce położona w województwie lubelskim, w powiecie bialskim, w gminie Zalesie.
| SIMC    | Nazwa        | Rodzaj    |
| ------- | ------------ | --------- |
| 0022875 | Dworszczyzna | część wsi |
| 0022881 | Podrzeczna   | część wsi |
| 0022898 | Polna        | część wsi |

W latach 1975–1998 miejscowość administracyjnie należała do województwa bialskopodlaskiego.
Wieś jest sołectwem w gminie Zalesie. Według Narodowego Spisu Powszechnego z roku 2011 wieś liczyła 138 mieszkańców.
Wierni Kościoła rzymskokatolickiego należą do parafii Przemienienia Pańskiego w Malowej Górze.